# Kim Yeon-soo
Kim Yeon-soo – południowokoreański zapaśnik w stylu klasycznym. Brązowy medalista igrzysk azjatyckich w 1994 roku.